# Rolf Mulka
Rolf Theodor Heinz Mulka (* 23. November 1927 in Hamburg; † 14. Juli 2012 ebenda) war ein deutscher Segler.
Er wurde 1943 Deutscher Jugendmeister in der Piratenklasse. Bei den Olympischen Sommerspielen 1956 in Melbourne erreichte er den sechsten Platz im Sharpie. 1956 und 1957 war er Weltmeister im Flying Dutchman. 1960 gewann er mit Ingo von Bredow die Bronzemedaille bei den Olympischen Sommerspielen in Rom.
Für seine sportlichen Erfolge erhielt er mit seinem Partner Ingo von Bredow am 9. Dezember 1960 das Silberne Lorbeerblatt.
Sein Vater war Robert Mulka, Adjutant im KZ Auschwitz, seine Enkelin ist Friederike Belcher, Olympiateilnehmerin 2012 in London.